# Chuchelna
Chuchelna är en ort i Tjeckien. Den ligger i den norra delen av landet, 80 km nordost om huvudstaden Prag. Chuchelna ligger 387 meter över havet och antalet invånare är 906.
Terrängen runt Chuchelna är huvudsakligen kuperad, men åt sydost är den platt. Runt Chuchelna är det ganska tätbefolkat, med 96 invånare per kvadratkilometer. Närmaste större samhälle är Jablonec nad Nisou, 16,3 km nordväst om Chuchelna. Omgivningarna runt Chuchelna är en mosaik av jordbruksmark och naturlig växtlighet.